# Louis Violette
Louis Violette, francoski admiral, * 1. maj 1869, † 12. april 1950.